# Marcela Chibás
Marcela Chibás (Marcela Chibás Maletá; * 31. Dezember 1951 in Guantánamo) ist eine ehemalige kubanische Sprinterin, die sich auf den 400-Meter-Lauf spezialisiert hatte.
In der 4-mal-400-Meter-Staffel gewann sie bei den Panamerikanischen Spielen 1971 in Cali Silber und schied bei den Olympischen Spielen 1972 in München im Vorlauf aus.
Ihre persönliche Bestzeit von 54,1 s stellte sie 1972 auf.